# Hahncappsia huachucalis
Hahncappsia huachucalis là một loài bướm đêm trong họ Crambidae.